# لوباتا (ویرجینیای غربی)
لوباتا (به انگلیسی: Lobata) یک منطقهٔ مسکونی در ایالات متحده آمریکا است که در شهرستان مینگو، ویرجینیای غربی واقع شده‌است. لوباتا ۲۱۰٫۰۱ متر بالاتر از سطح دریا واقع شده‌است.